# NGC 3705
NGC 3705 ist eine aktive Balken-Spiralgalaxie mit ausgedehnten Sternentstehungsgebieten vom Hubble-Typ SBab im Sternbild Löwe an der Ekliptik. Sie ist schätzungsweise 41 Millionen Lichtjahre von der Milchstraße entfernt und hat einen Durchmesser von etwa 175.000 Lichtjahren. Die Galaxie hat eine Winkelausdehnung von 4,9' × 2,0' und eine scheinbare Helligkeit von 11,0 mag. 

Im selben Himmelsareal befinden sich u. a. die Galaxien IC 698, IC 2876, IC 2879, IC 2887.
Am 17. Oktober 2022 wurde hier die Typ-1c Supernova (kollabierter massereicher 
Stern) SN 2022xxf beobachtet.
Das Objekt wurde am 18. Januar 1784 von Wilhelm Herschel entdeckt.